# Realismo crítico
O Realismo crítico é uma posição filosófica, especialmente epistemológica, que postula a existência de uma realidade independente da consciência, que não é imediatamente acessível pelo conhecimento, mas que pode ser percebida em termos aproximativos. Nesse sentido, a correspondência entre a realidade e sua representação mental depende do processamento pela percepção e pela consciência.
Ao buscar uma descrição realista do mundo, a abordagem se contrapõe às visões positivistas e irracionalistas na ciência.

## Visão geral
O Realismo crítico sugere que o mundo perceptual humano geralmente reflete bem a realidade além dos fenômenos, mas não a reproduz completamente. Uma das primeiras exposições sistemáticas do Realismo crítico na psicologia da percepção é considerada o artigo de 1966 de Norbert Bischof, intitulado "Problemas Fundamentais da Epistemologia na Psicologia da Percepção", que continua sendo uma obra influente para a teoria da Gestalt até hoje.
As principais teses incluem uma vertente ontológica ou metafísica e uma vertente epistemológica ou científica do Realismo crítico:
1. Metafísica: Existe uma realidade estruturada independente do pensamento humano.
2. Epistemologia: Esta realidade é pelo menos em certa medida acessível ao ser humano.

O Realismo crítico se baseia na filosofia do senso comum, mas considera o senso comum apenas condicionalmente válido. Distingue-se do Realismo ingênuo pela ênfase na verificação. Nesse sentido, o Realismo crítico também se relaciona com o Construtivismo Radical, ao rejeitar o acesso direto e imediato à realidade em favor de uma mediação através da percepção e dos processos cognitivos. No entanto, as teses fundamentais dessas duas posições não são compartilhadas.
O Realismo crítico se aproxima do falibilismo, como desenvolvido por um dos principais representantes do Racionalismo crítico, Karl Popper. Para o falibilismo, a possibilidade de erro é vista como produtiva, uma vez que pode ser verificada através da metodologia científica de falsificação, levando ao desenvolvimento contínuo de teorias.
Hans Albert, um dos principais defensores do Realismo crítico, desenvolveu este princípio em seu Trilema de Münchhausen, tornando-o universalmente aplicável com base na lógica. A diferença em relação ao Racionalismo crítico reside no fato de o Realismo crítico ter uma base ontológica mais forte, que se sustenta não apenas em uma racionalidade epistemológica de falsificação, mas também em uma verificabilidade empírica direta. Portanto, o Realismo crítico se apresenta como um corretivo epistemológico ao Realismo científico puro.

### Vertente de Bhaskar: realismo crítico dialético[5]
Na perspectiva defendida por Roy Bhaskar, tanto a natureza quanto a sociedade devem ser compreendidas de maneira profunda e interconectada. Enquanto uma perspectiva filosófica acerca do desenvolvimento científico, o realismo crítico dependeria de diversos pressupostos: o realismo transcendental, que trata da filosofia da ciência; o naturalismo crítico, abordando a filosofia da ciência social; a crítica explicativa, que envolve julgamentos de valor e ação; e a dialética, que explora a teoria de Bhaskar sobre a ausência determinada. Este enfoque tem como objetivo superar as dicotomias tradicionais em filosofia e ciências sociais, propondo uma visão mais integrada e relacional do mundo.

## Representantes
Os representantes de língua alemã do Realismo Crítico incluem: Nicolai Hartmann, Karl Popper, Oswald Külpe, August Messer, Hans Driesch, Erich Becher, Alois Riehl, Johann Friedrich Herbart, Bernhard Bavink, William Stern, Aloys Wenzl e Paul Tholey.
Hans Albert descreve o Realismo crítico como parte essencial da posição epistemológica do Racionalismo crítico. George Santayana é considerado um influente representante americano do Realismo Crítico. Além disso, são mencionados Roy Wood Sellars, Arthur Lovejoy e, em um sentido mais amplo, Bertrand Russell, C. D. Broad e Alan Musgrave. O jesuíta canadense Bernard Lonergan desenvolveu uma filosofia abrangente e criticamente realista. Além disso, é aceito que a teoria do conhecimento de Aristóteles pode ser interpretada no sentido do Realismo crítico.